# Les Derniers Monstres
Pour plus de détails, voir Fiche technique et Distribution.
Les Derniers Monstres (titre original : « Sesso e volentieri ») est un film italien réalisé par Dino Risi et sorti en 1982.

## Synopsis
Films à sketches ayant pour thème la sexualité.

## Fiche technique
- Titre original  : Sesso e volentieri
- Réalisation : Dino Risi
- Scénario : Bernardino Zapponi, Enrico Vanzina, Dino Risi
- Production : Pio Angeletti, Adriano de Micheli
- Montage : Alberto Gallitti
- Costumes : Luca Sabatelli
- Musique : Fred Bongusto
- Pays de production :  Italie
- Genre : Comédie érotique
- Durée : 99 minutes
- Dates de sortie : 
  - Italie : 15 octobre 1982
  - France : 27 avril 1983
- Affiche : Michel Landi (France)

## Distribution
- Johnny Dorelli :  Le mari de Linda / Nino Pacini / Luca / Le client d’Antonio / Pino Franceschi / Garbelli / Giorgio Giovanardi / Client du supermarché / Vito Punturieri / Stelio Rapazzoni
- Laura Antonelli :  Carla De Dominicis / cliente du supermarché / La Princesse Fosca
- Gloria Guida :  Linda / La femme de Luca / Susanna / Luisella / Armanda / Susy
- Jackie Basehart : Jack Basehart
- Giuliana Calandra : Giuliana
- Giucas Casela : Lui-même
- Gastone Pescucci :  L’assistant de Bashoggi
- Iloosh Khoshabe : Richard Lloyd
- Pippo Santonastaso : Antonio, le barbier
- Margaret Lee : Lady Jane
- Liliana Eritrei : Rita
- Luigi Leoni : Le terroriste
- Vittorio Zarfati : Linda Neighbour